# Kucovlasi
Kucovlasi (Šepavi Vlasi) /'šepavi'  u prenesaenom smislu označava njihov loš grčki jezik/, jedna od brojnih skupina Aromuna ili Vlaha nastanjeni na području Grčke i Makedonije, danas gotovo potpuno helenizirani. Kucovlasi su po svome govoru najsrodniji Cincarima koji su se također služili grčkim dijalektom, što je dalo povoda grčkim znanstvenicima (Mihail Hrisohu, Antonis Keramopulos, Efros Kurilas i Spiros Papageorgiju) da vlaške skupine smatraju latiniziranim malenim tračkim narodima koji su živjeli na područjima Grčke i susjednim krajevima Balkana. Ove tračke skupine, po njihovom mišljenju, poprimile su latinski jezik i mnoge običaje. 
Kucovlasi pripadaju Karagunima. G. Weigand, (u „Die Aromunen, I, Leipzig 1895, 275.) opaža da ovi stočari, misli na Karagune (Kucovlahe) i Faršeriote sebe nazivaju Aromunima. Među sobom razlikuju se Faršerioti od Kucovlaha po bijelim odijelima. Grci ove Faršeriote nazivaju Arvanitovlasima jer sa svojim stadima dolaze iz Albanije, a uz aromunski govore i albanski jezik. Od Kucovlaha su Faršerioti na distanci, pa među njima ne dolazi čak ni do bračnih veza.
Prema socijeldemokratu Henriku Tumi broj Cincara i Kucovlaha iznosio je 1925. godine na području Makedonije 80 000. 